# Centro de Educación Artística

O Centro de Educación Artística (Centro de Educação Artística) da Televisa (CEA) é uma instituição artística mexicana especializada na atuação e outros âmbitos de Espetáculos. 
A cada ano, entram aproximadamente 5.000 solicitações de aspirantes de todo mundo para se ingressar ao CEA, dos quais só 35 ou 40 são aceitados. Os aspirantes devem ter entre 17 e 23 anos. Depois de realizarem um casting, os aceitados ingressam na instituição a estudar por 3 anos consecutivos. O instituto se especializa em 3 disciplinas principais nas quais são: Área Corporal, Área Actoral e Área Teórico-Cultural.
O CEA não conta com escolas associadas no interior do México, nem no D.F., tampouco em outras cidades do mundo.
Entre seus ingresados há atores reconhecidos no México como Aarón Díaz, Ana Brenda Contreras, Angelique Boyer, Alejandra García, Arath de la Torre, Carmen Becerra, César Évora, Diana Bracho, Fernando Colunga, Gaby Mellado, Irina Baeva, Itatí Cantoral, Mario Cimarro, Maite Perroni, Marlene Favela, Pedro Moreno, Renata Notni, Sabine Moussier, Susana González, Thalía, Thelma Madrigal, Zuria Vega, entre muitos outros.

## Ligações Externas
- Centro de Educación Artística no Facebook
- Centro de Educación Artística no Instagram
- Centro de Educación Artística no X  -  Portal da arte
  -  Portal da educação
  -  Portal das empresas
  -  Portal do México